# Голодная смерть

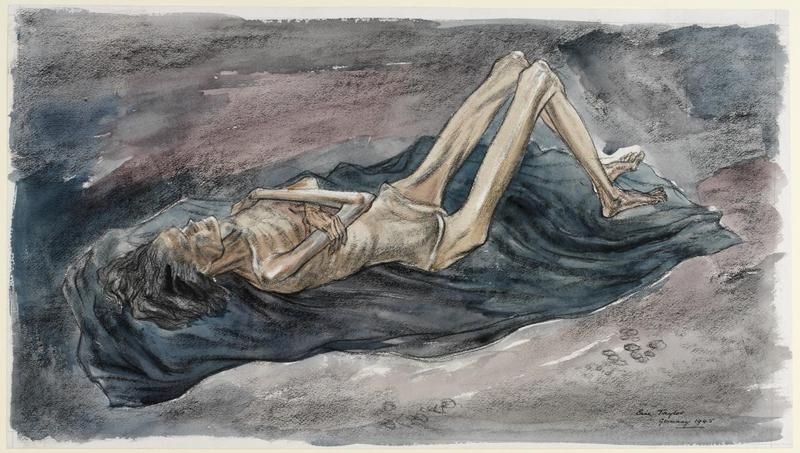
Иллюстрация голодной смерти (концлагерь Берген-Бельзен, художник Эрик Тэйлор)

Голо́дная смерть — это смерть от голода или постоянного недоедания. Голодание — состояние организма, при котором уровень поступления необходимых веществ оказывается недостаточным для поддержания жизни. Длительное голодание вызывает патологическое повреждение органов человека и при крайнем истощении приводит к смерти.
Человек может прожить без еды до нескольких месяцев. Продолжительность жизни человека без питания зависит от состояния его здоровья, массы его тела, а также температуры воздуха. Например, мужчина весом 70 кг может существовать без еды в среднем 30-50 дней. Немного дольше могут прожить женщины и пожилые люди. Быстрее всего от голода умирают молодые люди 14-18 лет.

## Стадии голодной смерти

### 0—6 часов после приёма пищи
Начиная от 20 минут после приёма пищи до 4-5 часов происходит переваривание потребляемой пищи и после уже начинается сокращение стенки пустого желудка и снижение уровня глюкозы в крови. Тело начинает разрушать гликогены — полисахариды, содержащие углеводы, — для производства глюкозы. Глюкоза выступает основным источником энергии человека. А гликоген является «резервным запасом», когда поступление глюкозы извне прекращается.

### 6—72 часа после приёма пищи
После 6 часов голода запасы гликогена уже исчерпаны. Наступает период кетоза. Кетоз — это процесс расщепления накопленного организмом жира с целью получения энергии. Запускается этот механизм, если наступает дефицит питательных веществ. Для нормального функционирования мозгу ежесуточно нужно 120 г глюкозы. В первые 24-48 часов голодания мозг будет потреблять остатки запасов глюкозы в то время, как остальное тело уже перешло в режим кетоза. Проблема в том, что мозг не может использовать жирные кислоты в качестве источника энергии. Мозг научится обходиться 30 г глюкозы вместо положенных 120 г.

### Более 72 часов после приёма пищи
Уже после 3 дней голодания мозг нуждается в 30 г глюкозы, что вскоре уменьшается до 20 г. Позже белок в клетках тела начинает разрушаться и выпускать в кровь аминокислоты. Выпускаемые аминокислоты преобразуются в печени в глюкозу.
Далее начинается фаза аутофагии. Мышечная масса человека начинает стремительно разрушаться. Сначала разрушаются клетки, которые менее значимы для жизнедеятельности, а более важные пока поддерживаются.

### Смерть
Деятельность иммунной системы снижается до минимума, основной причиной которого выступает дефицит витаминов и минералов. Риск смерти от инфекций повышается. Пока ресурсы организма — глюкоза, жиры, клетки мышц — не окажутся полностью исчерпанными, жизнедеятельность может продолжаться.
Этот этап может сопровождаться двумя заболеваниями: маразм  и квашиоркор — дистрофия по причине недостатка белков. Маразм начнётся в результате большого дефицита энергии из-за недостаточного количества белка и калорий, а квашиоркор станет причиной отёка и увеличения печени, и в результате этого живот вздуется.
По истечении времени в результате голодания возникает всё больше отрицательных последствий для организма: защитная функция кожи снижается, иммунная система слабеет, распространяются воспаления и так далее. Организм для обеспечения мозга начинает перерабатывать сердечные мышцы и другие важные для жизни органы, которые, в основном, состоят из белков. Со временем от человека остаются только кожа и кости.
Последний этап длительного голодания — это смерть. Причиной может стать сердечный приступ или аритмия из-за крайней деградации тканей, что вызывается аутофагией, а также из-за серьёзного дисбаланса электролитов.
Организм, который не может перестроить свой механизм на новый обмен веществ, может прекратить своё существование уже через 2 недели голодания. Когда органы прекращают функционировать, человек умирает: первым сдаётся сердце.

## Голодная смерть в культуре Древней Греции
Некоторые философы в Древней Греции считали смерть от голода наиболее достойной по сравнению с другими способами самоубийства. Например, Эратосфен, после того как ослеп, решил уморить себя голодом, потому что он больше не мог читать и наблюдать за природой.
Наиболее известным пропагандистом этой концепции был киренаик Гегесий, который написал диалог «Умерщвляющий себя голодом» (᾿Αποκαρτερῶν): «Герой собирается кончить жизнь голодовкой, друзья разубеждают его, а он им в ответ перечисляет все неприятности жизни» (Cicero. Tusc. disp. I 83-84). Философ так убедительно читал лекции на эту тему, что царь Египта Птолемей I Сотер запретил ему выступать, так как некоторые слушатели впечатлялись и следовали рекомендациям. В результате он получил прозвище «Учитель смерти» (πεισιθάνατος), но сам прожил около 60 лет.

## Казнь через смерть от голода
В Европе использовали «маски голода»: они закреплялись на лице приговорённого, не давая возможности есть. Жертву приковывали к столбу или стене и оставляли умирать. Также могли заключить в клетку, которую иногда подвешивали для лучшего обозрения. Вариантом казни было замуровывание в нишу стены заживо.
Во время религиозных войн во Франции кальвинисты рекомендовали «связывать католиков парами и оставлять умирать от голода, чтобы они съедали друг друга».
К смерти от голода приговаривали многих известных людей. Возможно, самым знаменитым является Уголино делла Герардеска, граф Доноратико — его в XIII веке вместе с двумя сыновьями и двумя внуками заперли в башне Гуаланди и выбросили ключи.
Ближе к современности наиболее известная жертва этого вида казни — Телли Диалло (1925—1977), бывший генеральный секретарь Организации африканского единства, погибший в Гвинее.